# Portugese presidentsverkiezingen 1949
Op 8 februari 1949 vonden presidentsverkiezingen in Portugal plaats. Zij werden gewonnen door de zittende president, generaal António Óscar Carmona, gewonnen. Hij was de enige serieuze kandidaat.
Voor het eerst sinds de instelling van de militaire dictatuur in 1926 en de Estado Novo in 1933 meldde zich een oppositiekandidaat om deel te nemen aan de presidentsverkiezingen. De kandidaat van de oppositie was de liberale generaal José Norton de Matos. Norton de Matos trok zich echter korte tijd voor de verkiezingen zijn kandidatuur in toen duidelijk werd dat communisten zijn kandidatuur steunden, hetgeen niet was toegestaan. Carmona bleef als enige kandidaat over en werd als president herkozen. De stembiljetten waren echter al gedrukt en men kon dus in feite nog een stem uitbrengen op Norton de Matos zonder dat deze kon worden gekozen.

## Uitslag
| Persoon                                   | partij                         | %                              | stemmen |
| ----------------------------------------- | ------------------------------ | ------------------------------ | ------- |
| António Óscar de Fragoso Carmona          | UN                             | 77,6%                          | 941.863 |
| José Maria Mendes Ribeira Norton de Matos | MUD                            |                                | 4.789   |
| Ongeldig uitgebrachte stemmen:            | Ongeldig uitgebrachte stemmen: | Ongeldig uitgebrachte stemmen: | 2.046   |

## Verwijzingen
1. ↑  Biography of Carmona, Óscar - Archontology.org
2. 1 2  A new history of Portugal, door: H.V. Livermore, 1976, blz. 340